# Foment de les Arts i el Disseny
El Foment de les Arts i del Disseny (FAD), anteriorment anomenada Foment de les Arts Decoratives, és una associació privada i sense ànim de lucre amb l'objectiu de promoure el disseny, l'arquitectura dins la vida econòmica i cultural del país. És la unió de cinc associacions: ADI-FAD (Associació de Disseny Industrial), ADG-FAD (Associació de Directors d'Art i Dissenyadors Gràfics), ARQUIN-FAD (Associació Interdisciplinària del Disseny de l'Espai), A-FAD (Associació d'Artistes i Artesans del FAD) i MODA-FAD (Associació de Dissenyadors de Moda).

## Història
Hereu del Centre d'Arts Decoratives (1892-1897), el FAD va ser fundat el 15 de març del 1903 al Centre Industrial de Catalunya (Hospital, 95) com a associació professional d'artesans i decoradors, essent el seu primer president l'arquitecte Manuel Vega i March.
El 1907 es va instal·lar a la seu de Foment del Treball Nacional, a l'avinguda del Portal de l'Àngel. Posteriorment, va passar per la Casa Carreras (1910-1924), les Cases dels Canonges (1924-1928), la Casa de l’Ardiaca (1928-1929) y la Casa dels Quatre Rius (1929-1936).
El 1970 es va instal·lar al carrer de Brusi, 45, i el 1999 es va traslladar al convent dels Àngels. Hi va romandre fins al 2013, quan es va traslladar al Disseny Hub Barcelona.
L'any 1993, fou guardonada amb la Creu de Sant Jordi, concedida per la Generalitat de Catalunya, i l'any 2004 amb el Premi Nacional de Disseny «perquè durant cent anys, del 1903 al 2003, aquesta entitat barcelonina ha treballat incansablement en la promoció i la difusió de l'arquitectura i el disseny a l'Estat espanyol».

## Associacions del FAD
El FAD compta a més amb el centre de materials Materfad, amb seu al Disseny Hub Barcelona, i acull a les seves oficines l'Art Directors Club of Europe (ADCE), l'associació europea de clubs de directors d'art, publicistes i dissenyadors gràfics.

### Escola d'art
L'Escola d'Art del FAD va ser creada l'any 1959. La idea va ser proposada per Alexandre Cirici Pellicer a l'assemblea del FAD, qui l'aprovà. El pla d'estudis comptava amb la Bauhaus com a referent, eliminant la diferència entre arts pures i aplicades. Tot i que només va durar un any, va servir de referent per a escoles de disseny que encara ara existeixen, tals com ELISAVA i Eina.
El març de 1959, Alfons Serrahima, president del FAD, va proposar a Alexandre Cirici Pellicer, que ja havia participat en algunes activitats amb el FAD, que entrés a la junta de l'entitat. Aquesta proposta es devia a la inquietud d'aquell moment per a reivindicar el disseny com a eina d'importància social. Cirici, però, va posar algunes condicions a la seva entrada. Volia comptar amb equip amb voluntat renovadora per tal d'impulsar nous projectes, entre els que va proposar la creació d'una escola d'art. Així doncs, Cirici entrà a la junta del FAD, juntament amb Tharrats i Subirachs, que poc després presentaren el pla per a constituir l'escola, i que fou aprovat.
Agafant com a referent l'ideari bauhausià (tal era la importància d'aquest referent que dues de les aules es van anomenar Klee i Gropius, professors de la Bauhaus) pretenien donar importància a la investigació formal i expressiva, a la funció social de l'art, a la preservació de la creativitat i la imaginació dels infants, al desenvolupament tècnic, a l'especialització professional i al treball en equips multidisciplinaris. El pla d'estudis comptava amb uns cicles infantils i juvenils, impartits per Romà Vallès i Alexandre Cirici, i un cicle d'iniciació impartit per Cumella, Carles Planell i Cirici, que comptaria amb aportacions de Tàpies, Tharrats, Subirachs, Brossa, Bohigas, Porter, Villèlia, Xavier Busquets i Joan Parts. Es pretenia, més endavant, oferir també un cicle vocacional, un d'especialització i un de síntesi. A més a més, també s'havien planificat un curs d'instal·lació de l'habitatge actual i un de teoria i història de l'art. Al final, però, només es van poder dur a terme els primers cicles i dos cursos d'instal·lació de l'habitatge.
L'escola va durar poc més d'un any. La raó va ser la diferència d'opinions entre els membres de la junta sobre el funcionament de l'Escola, ja que molts d'ells no hi estaven d'acord. A poc a poc les diferències van anar creixent i van culminar amb el relleu d'Alexandre Cirici i la destitució del seu equip, que va comportar la clausura de l'Escola d'Art.
L'any 1961, el Centre Cultural del CICF va proposar Alexandre Cirici Pellicer, que en aquella època ja n'era professor, la creació d'una escola d'art i decoració només per a noies, que es diria ELISAVA. Cirici, juntament amb un equip, i amb l'experiència de l'Escola d'Art del FAD, va elaborar un pla d'estudis que a poc a poc es va anar convertint en un pla centrat més en el disseny que en l'art i la decoració. El 1967, una part dels professors de l'Elisava, juntament amb altres arquitectes, artistes i dissenyadors crearen, també l'Escola Eina.

### Dissenyadors gràfics
L'Associació de dissenyadors gràfics del Foment de les Arts Decoratives (ADG-FAD) agrupa el disseny gràfic i la comunicació visual. Va néixer l'any 1961 com a Grafistes Agrupació FAD, amb Josep Pla Narbona com a president.
Els membres fundadors foren Josep Baqués, Joan Pedragosa, Enric Huguet, Amand Domènech, Ernest Moradell, Angel Grañena, Francesc Graus i Roca, Sebastián Rey Padilla, Eudald Serrasola, Eudald Humà, Antoni Morillas, Pere Creus i Tomàs Vellvé. Aquest grup de grafistes es va encarregar de promocionar la seva forma d'entendre el disseny gràfic comercial. El 1962 es publica una normativa per l'organització de concursos de cartells, i així no es valorarien les obres de manera arbitrària.
L'any 1964, el grafista Tomàs Vellvé s'encarrega de la creació del trofeu LAUS, per premiar al millor disseny de l'any. Aquest premi encara continua vigent. Els premis es divideixen en diferents categories: disseny gràfic, web i mitjans digitals, creativitat publicitària i audiovisuals. S'associen Alejo Escutia, Paco Casamajó (impressor), Ricard Giralt Miracle (vicepresident) i Artigas (membre d'honor). Tots ells eren grafistes.

### Dissenyadors industrials
L'Agrupació del Disseny Industrial del Foment de les Arts Decoratives, més coneguda per les seves sigles ADI FAD, va néixer el 1957 sota el nom de Instituto de Diseño Industrial de Barcelona.
Davant les dificultats per aconseguir una autorització oficial pel reconeixement de l'associació, els seus representants decidiren oficialitzar-la com a secció d'una entitat que ja existia, llavors anomenada Fomento de las Artes Decorativas, sota el nom Agrupació del Disseny Industrial del Foment de les Arts Decoratives ADI-FAD el 1960.
Des d'un primer moment, i com a entitat pionera en disseny industrial al país, l'entitat treballà per la promoció del disseny amb l'organització de conferències, exposicions, seminaris, però sobretot amb la creació dels Premis Delta el 1961, i de la Medalla ADI el 1976. Aquests premis, convertits en referents de la innovació al disseny a Espanya mantingueren una continuïtat anual fins al 1993, moment en què passaren a ser bianuals, esquema que es repeteix fins a l'actualitat.
Com única institució dedicada al disseny industrial a España, l'ADI FAD assumirà des dels primers anys de la seva existència la representatibitat del disseny industrial espanyol a les associacions internacionals de disseny com ICSID o BEDA. Membre permanents de les comissions executives de les dues entitats durant les dècades de 1960 i 1970, el ressò internacional de l'ADI FAD arribarà amb l'organització de l'assemblea i congrés general de l'ICSID a Eivissa el 1971.
Durant les dècades de 1980 i 1990 l'aparició d'altres associacions dins l'àmbit del disseny que treballen per resoldre els problemes professionals dels seus associats, farà que l'ADI FAD centri la seva actuació en la promoció del disseny industrial i l'organització del Premis Delta i la Medalla ADI.
El seu arxiu es conserva al Disseny Hub Barcelona. Conté documentació relacionada amb la seva administració (actes fundacionals, assemblees, socis, memòries, participació en entitats de caràcter internacional, etc., gestió de la informació (arxius, sistema informàtic, etc.), relacions externes (actes públics, relacions amb altres entitats públiques i privades, etc.), gestió dels recursos humans, gestió dels recursos financers, gestió del patrimoni (béns mobles i immobles), assumptes jurídics, promoció del disseny industrial (exposicions, conferències, publicacions, etc.) i serveis als associats (llistes distribució, borsa de treball, butlletins, etc.).

## Premis i esdeveniments organitzats pel FAD
Des de l'any 1958, i per iniciativa d'Oriol Bohigas, organitza els Premis FAD, organitzats en 4 categories: arquitectura, interiorisme, ciutat i paisatge i espais efímers als quals hi poden optar persones, entitats o institucions que hagin presentat obres finalitzades durant l'any anterior a Espanya i Portugal. Aquests premis i esdeveniments han assolit un gran prestigi dins el món professional de les diferents disciplines del disseny:
- Premis FAD d'Arquitectura i Interiorisme (ARQUIN-FAD), des de 1958
- Premis Delta de disseny industrial (ADI-FAD), des de 1961
- Premis Laus de disseny gràfic, publicitat i comunicació visual (ADG-FAD), des de 1964
- Premis Medalla ADI per a estudiants de disseny industrial (ADI-FAD), des de 1976
- Premis FAD Sebastià Gasch d'Arts Parateatrals (FAD), des de 1976
- Premis Habitàcola per a estudiants d'arquitectura i interiorisme (ARQUIN-FAD), des de 1988
- Tallers Oberts a Ciutat Vella (A-FAD), des de 1993
- Premis Enjoia't de joieria contemporània (A-FAD), des de 1993 (fins al 2008, organitzat per ORFEBRES-FAD)
- Desfilades PasaFAD i mercat de roba MerkaFAD de joves dissenyadors de moda (MODA-FAD), des de 1994
- Premis ArtFAD d'art i artesania (A-FAD), des de 2003
- Premis Laus Estudiants per a estudiants de disseny gràfic i comunicació visual(ADG-FAD), des de 2004
- La Incubadora del FAD, programa d'ajuts per a joves professionals del disseny i l'arquitectura (2006)
- Premis City to City Barcelona FAD Awards (2009)

## Presidents[calcitació]
| - 1903-1905: Manuel Vega - 1905-1907: Víctor Brossa - 1907-1909: Jaume Brugarolas - 1909-1917: Dionisio Renart - 1917-1918: Alexandre Cardunets |  | - 1918-1921: Joan Busquets - 1921-1932: Santiago Marco - 1932-1934: Pere Ricart - 1932-1949: Santiago Marco - 1949-1953: Antoni Ollé |  | - 1953-1957: Manuel Cases - 1957-1969: Alfonso Serrahima - 1969-1985: Antoni de Moragas - 1985-1991: Jordi Casablancas - 1991-1995: Josep Alemany |  | - 1995-2001: Ramon Bigas - 2001-2005: Juli Capella - 2001-2009: Beth Galí - 2009-2014: Miquel Espinet - 2014-2018: Nani Marquina - 2018-2022: Jordi Montaña - 2022-actualitat: Salvi Plaja |